# 蓋森冰川
蓋森冰川（英語：Geysen Glacier）是南極洲的冰川，處於查爾斯王子山脈地區，最終注入費雪冰川，根據澳大利亞探險隊的空中照片繪入地圖，以莫森站的負責人命名。
73°31′S 64°36′E / 73.517°S 64.600°E